# Prosopocera unicolor
Prosopocera unicolor es una especie de escarabajo longicornio del género Prosopocera, tribu Prosopocerini, familia Cerambycidae. Fue descrita científicamente por Gahan en 1898.
Se distribuye por Arabia Saudita, Etiopía, Kenia, Uganda, Somalia y Tanzania. Mide 10-21 milímetros de longitud. El período de vuelo ocurre en los meses de marzo, abril, mayo, agosto, noviembre y diciembre.